# لشگر یکم گارد پادشاهی انگلستان
لشکر یکم گارد پادشاهی انگلستان (انگلیسی: 1st Armoured Brigade)این لشکر در ۳ سپتامبر ۱۹۳۹ میلادی توسط نیروی زمینی بریتانیا تشکیل شده است. این لشکر فعالیت خود را در جنگ بریتانیا در زمان جنگ جهانی دوم آغاز کرده است. از عملیات‌هایش می‌توان به منهدم کردن کشتی‌های متحدین در سواحل مصر، در ۱ ژانویه ۱۹۴۱ میلادی اشاره کرد.